# St. Martha (Nürnberg)

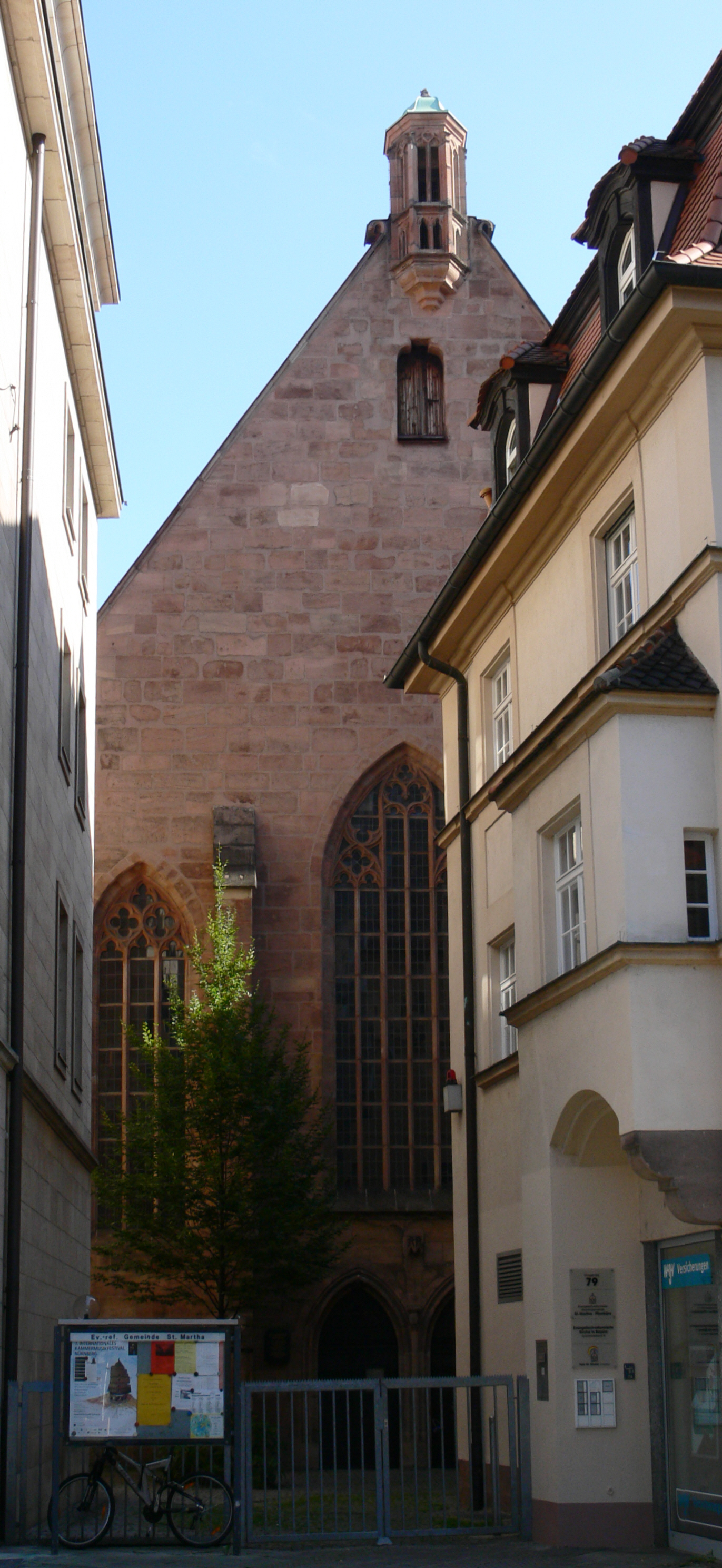
Die Westfassade der Marthakirche, von der Königstraße aus gesehen.

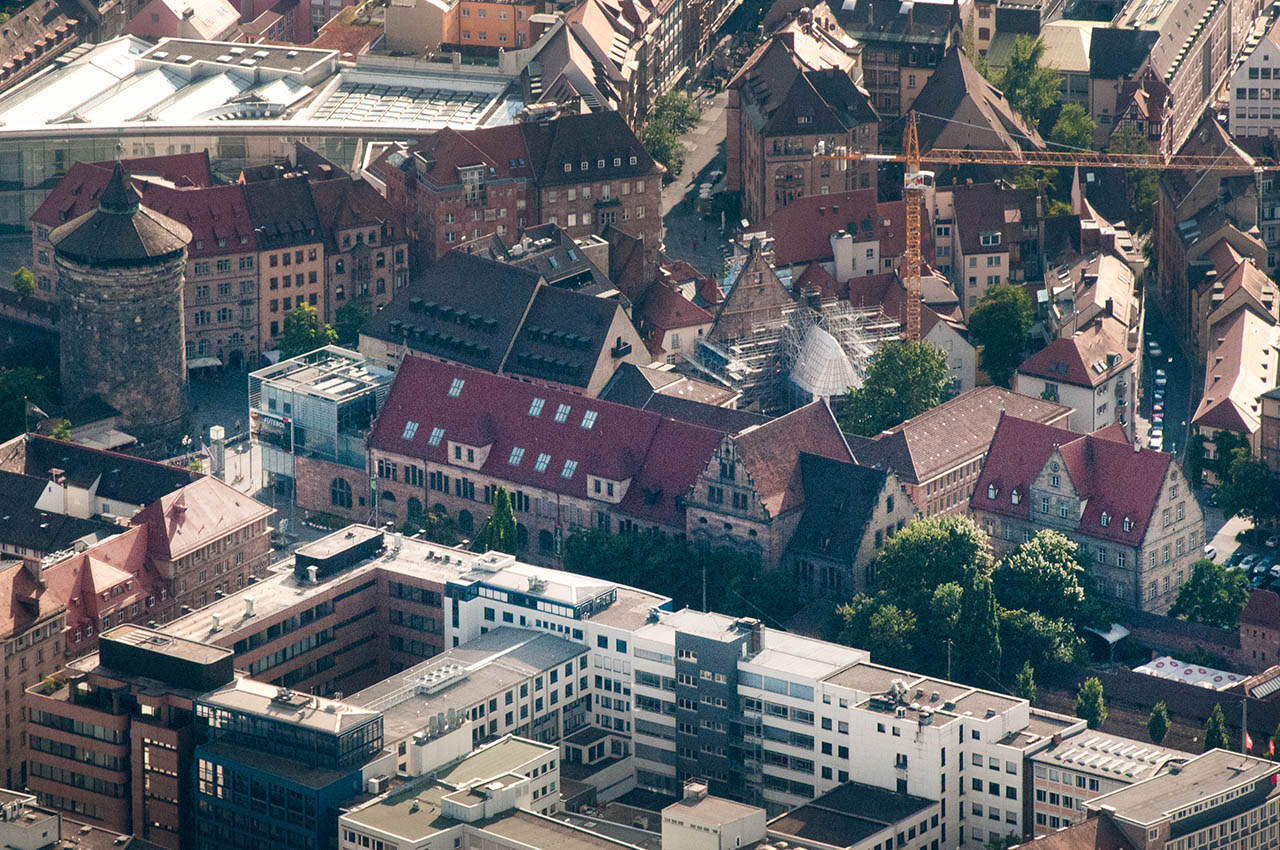
Luftaufnahme einen Monat nach dem Brand, Juli 2014 (Links neben dem Baukran)

Die Marthakirche ist eine denkmalgeschützte Kirche in der Königstraße im Südosten der Altstadt von Nürnberg, schräg gegenüber der Klarakirche zwischen Königstor und Lorenzkirche. Bemerkenswert ist die zurückgesetzte Lage in einer Lücke zwischen zwei Häusern.
In der Nacht zum 5. Juni 2014 wurde die St.-Martha-Kirche durch einen Brand weitgehend zerstört. Nach dem Wiederaufbau wurde sie 2018 neu eröffnet.
Die Kirche ist Station der Historischen Meile Nürnberg.

## Geschichte

### Mittelalter und Reformation

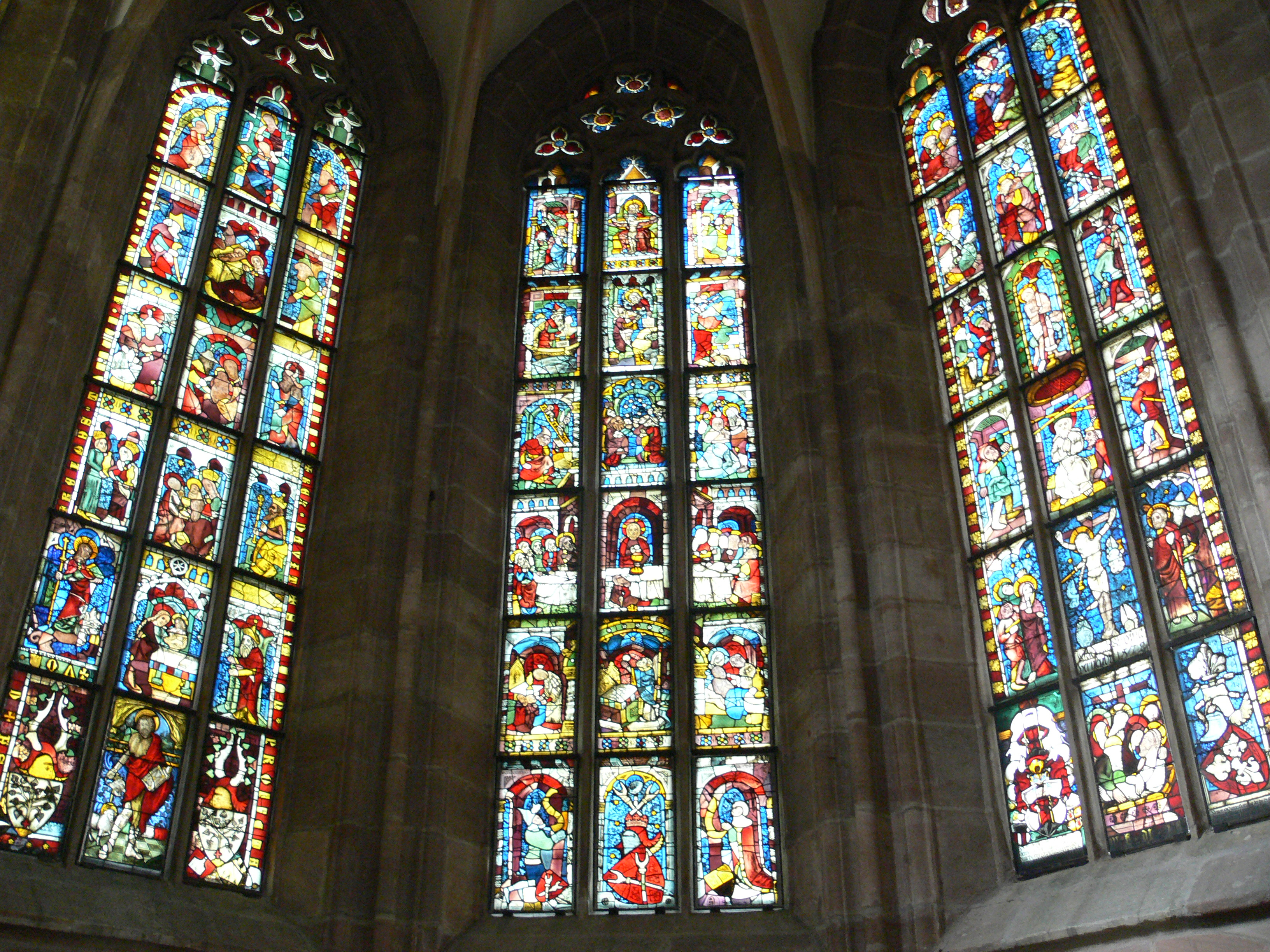
Von links nach rechts: das Groß-Fenster (Nord II), das Waldstromer-Fenster (I) und das Stromer-Fenster (Süd II) im Chor der Kirche St. Martha, alle um 1390

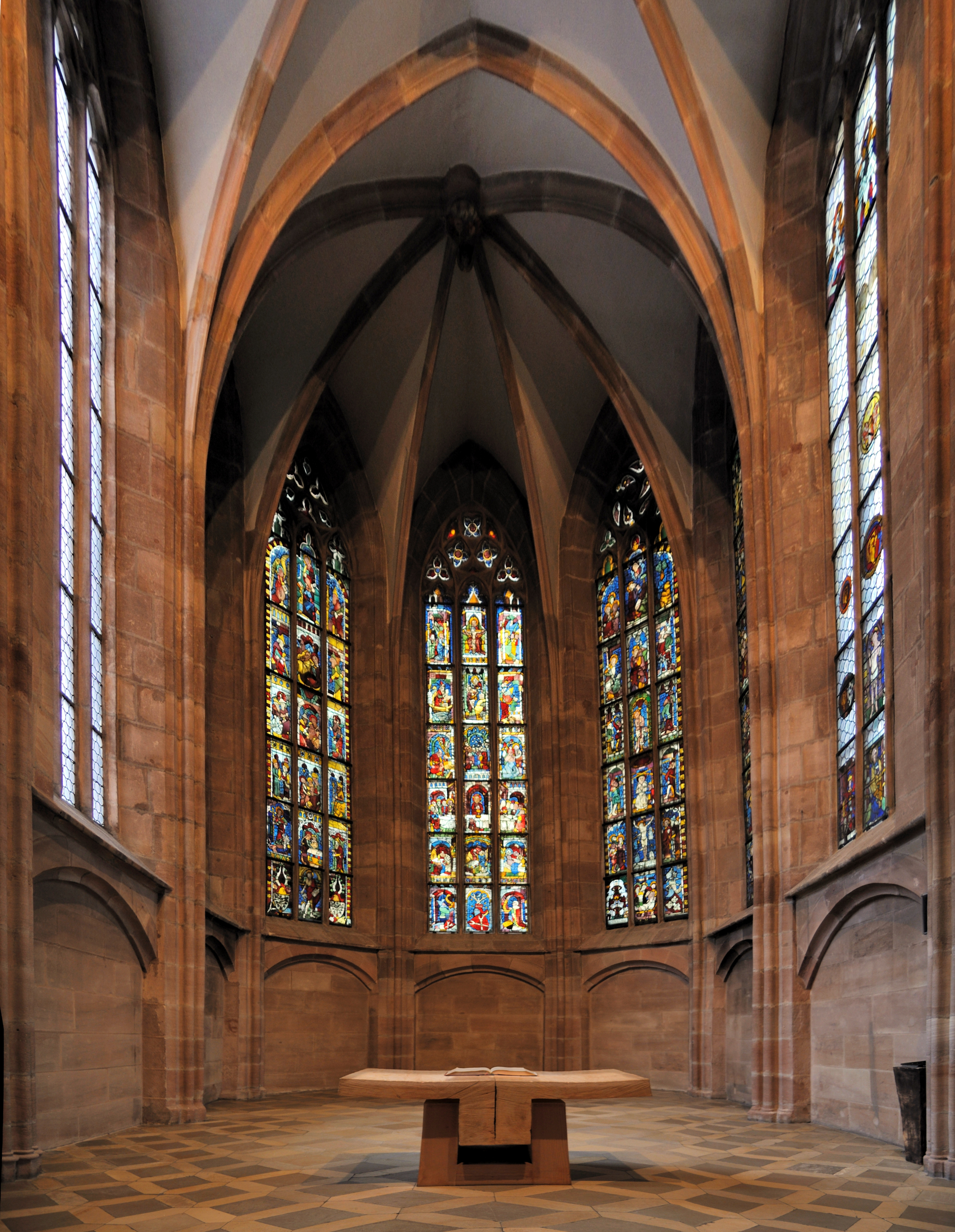
Chor der Marthakirche (2009)

Konrad und Johann von Waldstromer stifteten die Kirche und das Pilgerspital St. Martha im Jahr 1363. Sie erfüllten damit eine Stiftungszusage ihrer Eltern Agnes Pfinzing und Konrad von Waldstromer aus dem Jahr 1356. Am 24. März 1385 wurde die Marthakirche der heiligen Martha geweiht, ihre drei Altäre weihte man der Heiligen Dreifaltigkeit, der Gottesmutter Maria und den zwölf Aposteln.
Um 1390 wurde der Chor der Kirche mit einem Zyklus von gotischen Glasfenstern ausgestattet, die jeweils einzeln von Nürnberger Patrizierfamilien gestiftet wurden. Weitere Fenster entstanden um 1410–1430.
Kirche und Pilgerspital wurden im Jahr 1526 als Folge der Reformation geschlossen. Das einstige Gotteshaus wurde für Schauspielaufführungen und als Probenraum der Nürnberger Meistersinger genutzt, die dort eine eigene Bühne hatten. 1614 verbot man die Schauspiele in der Kirche. Ab 1615 wurde das Gebäude renoviert und ab 1627 wieder als Kirche genutzt. Im Jahr 1800 übergab man sie an die evangelisch-reformierte Gemeinde. Die Statuen und der Altar wurden infolgedessen aus der Kirche verbracht und der Lorenzkirche übergeben.

### Zweiter Weltkrieg
Am 21. Februar 1945 beschädigte eine Fliegerbombe, die von einem Bomber der US Army Air Forces abgeworfen worden war, das Dach und das Chorgewölbe von St. Martha. Die Schäden waren relativ gering und 1946 wieder instand gesetzt.

### Brand 2014 und Wiederaufbau

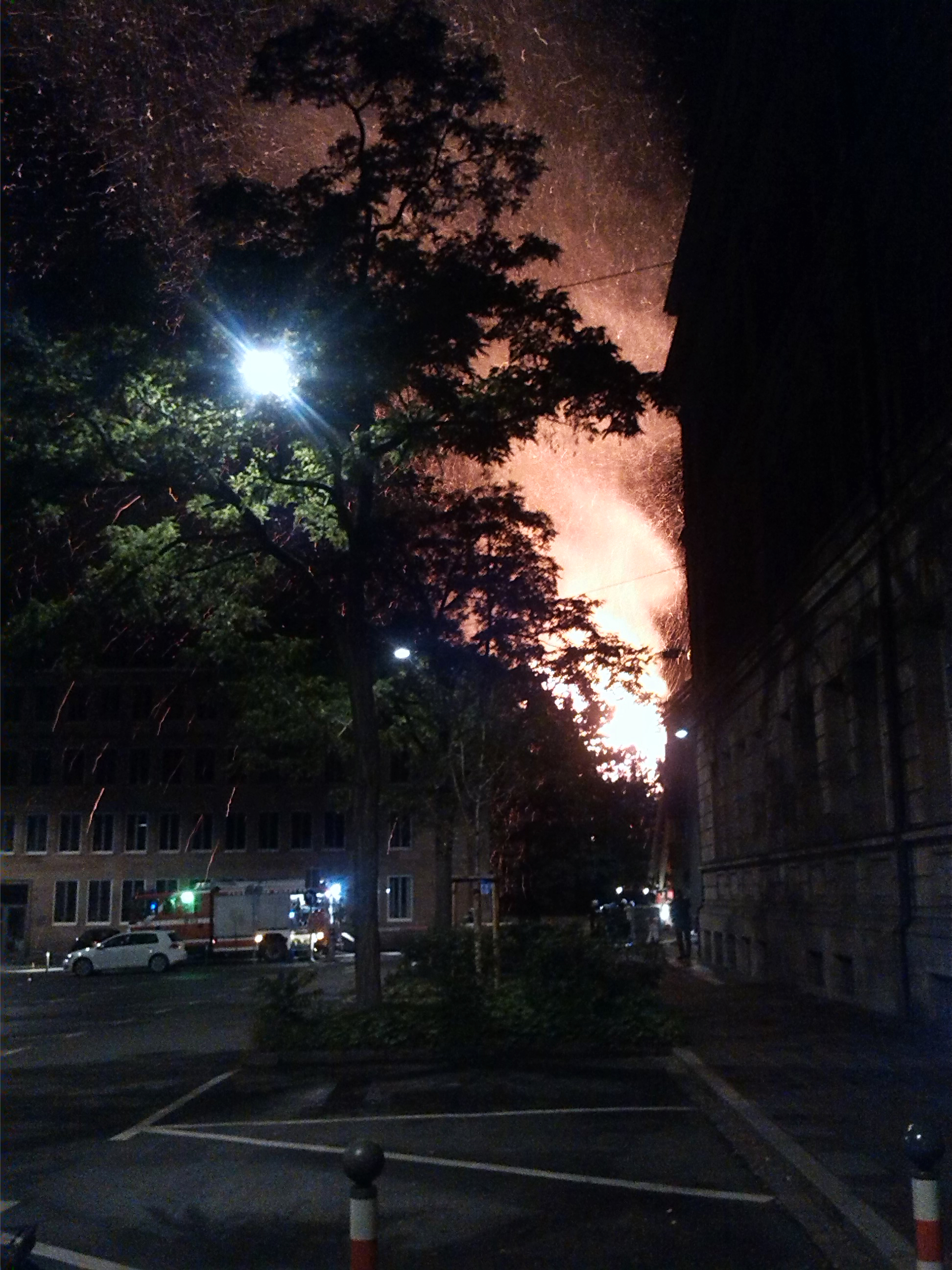
Kirchenbrand in den frühen Morgenstunden des 5. Juni 2014 (Ansicht vom Parkplatz des Bauhofs)

In den frühen Morgenstunden des 5. Juni 2014 brach im Dachstuhl der Kirche ein Feuer aus. Der gesamte Dachstuhl brannte aus und stürzte in das Kirchenschiff. Die Orgel und zwei von drei Glocken wurden vollständig zerstört. Wegen laufender Renovierungsarbeiten waren unter anderem die historischen Kirchenfenster zuvor ausgebaut worden und blieben so erhalten.
Die bei der Bergung in mehrere Teile zersprungene Hans-Glockengießer-Stundenglocke aus dem 14. Jahrhundert konnte repariert werden.
Am 10. Februar 2017 goss die Glocken- und Kunstgießerei Rincker zwei neue Glocken. Beim Richtfest am 16. Mai 2017 zogen Zimmerleute die Richtkrone zusammen mit einer der neuen Glocken auf das Dach und schlugen sie dort zum ersten Mal an.
Am 10. November 2018 wurde die Kirche mit einer Feier offiziell wiedereröffnet. Der Wiederaufbau wurde von Florian Nagler Architekten ausgeführt.

## Ausstattung

### Orgel
Die beim Brand zerstörte Orgel wurde 1990 von dem Orgelbauer Peter Vier (Friesenheim) erbaut. Das Instrument hatte 30 klingende Register (darunter 2 Register als Vorabzüge) auf zwei Manualen und Pedal. Die Trakturen waren mechanisch. Das erste Manual war als Koppelmanual angelegt.

| II Hauptwerk C–g3 |                       |     |
| 1.                | Gemshorn              | 16′ |
| 2.                | Prinzipal             | 8′  |
| 3.                | Rohrgedackt           | 8′  |
| 4.                | Oktave                | 4′  |
| 5.                | Koppelflöte           | 4′  |
| 6.                | Waldflöte             | 2′  |
| 7.                | Doublette (aus Nr. 8) | 2′  |
| 8.                | Mixtur IV             | 2′  |
| 9.                | Cornett V             | 8′  |
| 10.               | Trompete              | 8′  |

| III Schwellwerk C–g3 |                      |        |
| 11.                  | Holzflöte            | 8′     |
| 12.                  | Viola di Gamba       | 8′     |
| 13.                  | Gedackt              | 8′     |
| 14.                  | Prinzipal            | 4′     |
| 15.                  | Traversflöte         | 4′     |
| 16.                  | Nazard               | 2 ⁄3′  |
| 17.                  | Oktave               | 2′     |
| 18.                  | Terz                 | 1 3⁄5′ |
| 19.                  | Quinte               | 1 ⁄3′  |
| 20.                  | Sifflet (aus Nr. 21) | 1′     |
| 21.                  | Scharf IV            | 1′     |
| 22.                  | Oboe                 | 8′     |
|                      | Tremulant            |        |

| Pedalwerk C–f1 |               |       |
| 23.            | Subbaß        | 16′   |
| 24.            | Oktavbaß      | 8′    |
| 25.            | Gemshorn      | 8′    |
| 26.            | Choralbaß     | 4′    |
| 27.            | Gedackt       | 4′    |
| 28.            | Rauschwerk IV | 2 ⁄3′ |
| 29.            | Fagott        | 16′   |
| 30.            | Trompetbaß    | 8′    |

- Koppeln: II/P, III/P

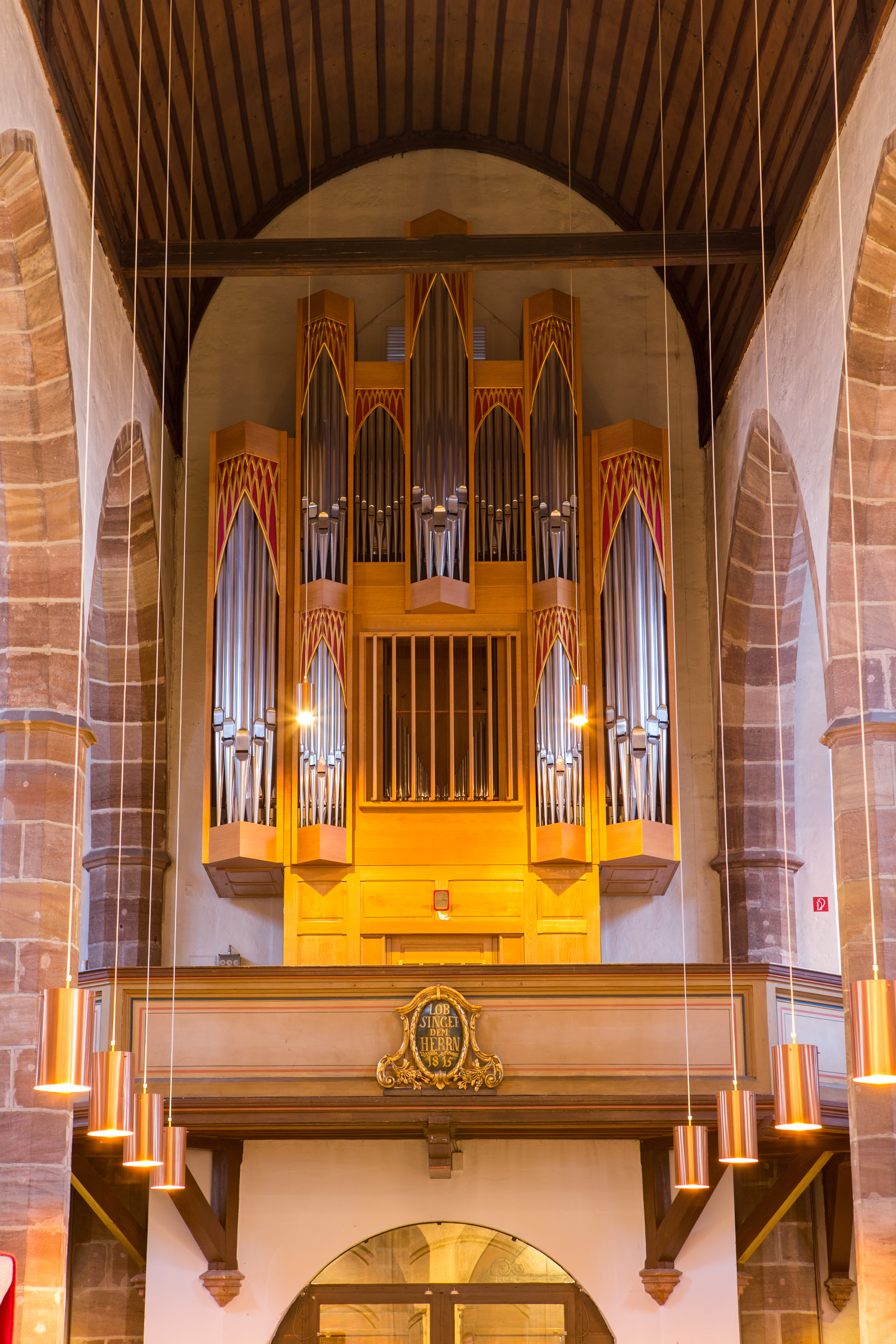
Die ehemalige Vier-Orgel (1990–2014), Sankt Martha Nürnberg

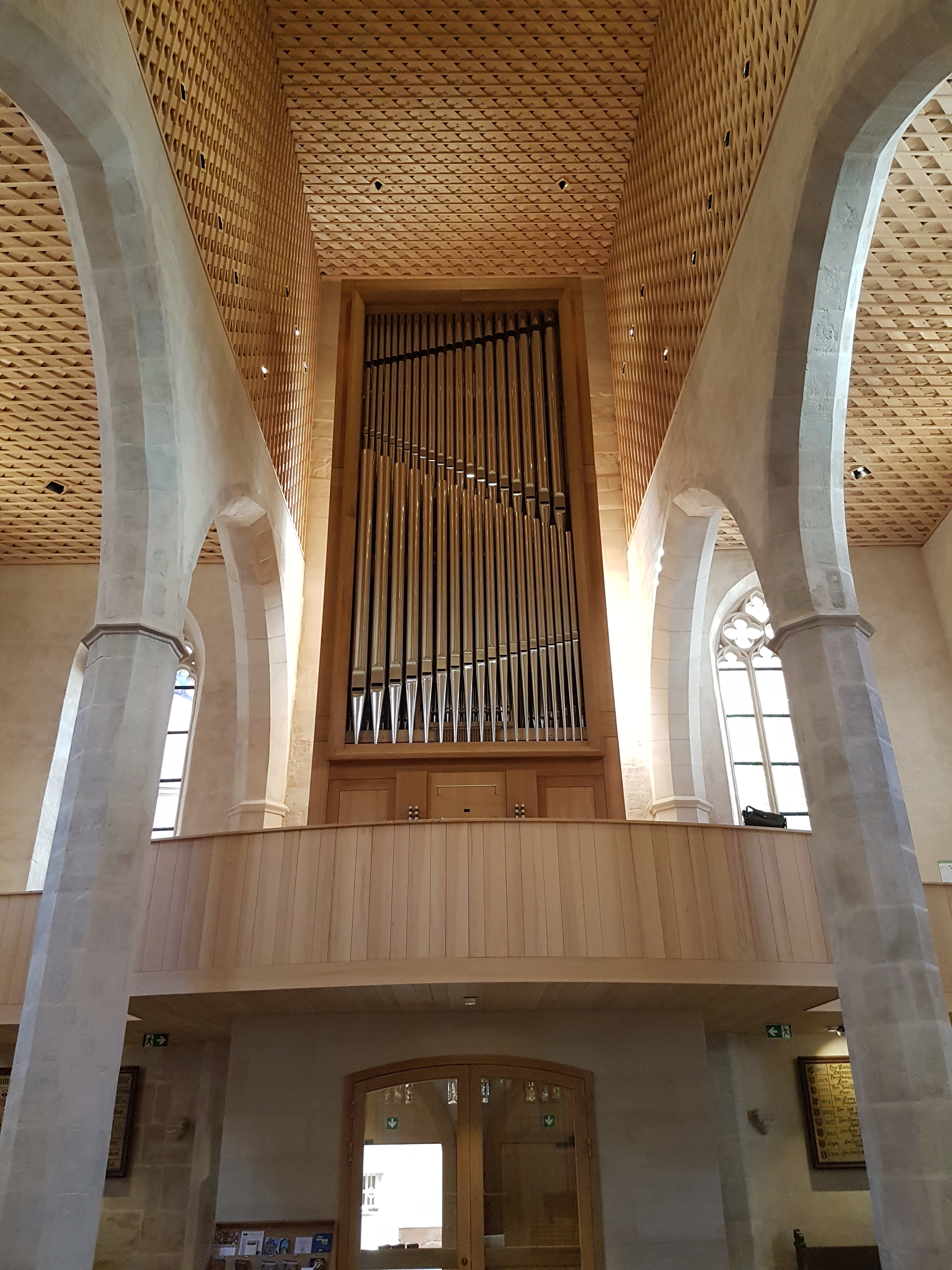
Orgel der Orgelmanufaktur Lutz

Die heutige Orgel wurde 2019 von der Orgelmanufaktur Lutz (Feuchtwangen) erbaut. Das Schleifladen-Instrument hat 31 Register (darunter vier extendierte Register im Pedal) auf zwei Manualwerken und Pedal. Die Stimmung ist Neidhardt (kleine Stadt). Die Spiel- und Registertrakturen sind mechanisch, die Registertrakturen zusätzlich elektrisch (Doppeltraktur).
| I Hauptwerk C–g3 |                      |        |
| 1.               | Bourdon              | 16′    |
| 2.               | Prinzipal            | 08′    |
| 3.               | Soloflöte            | 08′    |
| 4.               | Viola                | 08′    |
| 5.               | Gedackt              | 08′    |
| 6.               | Octave               | 04′    |
| 7.               | Spitzflöte           | 04′    |
| 8.               | Quinte               | 02 ⁄3′ |
| 9.               | Octave               | 02′    |
| 10.              | Mixtur IV            | 01 ⁄3′ |
| 11.              | Cornett III (ab g0)0 |        |
| 12.              | Trompete             | 08′    |

| II Schwellwerk C–g3 |                 |         |
| 13.                 | Principal       | 08′     |
| 14.                 | Salicional      | 08′     |
| 15.                 | Vox coelestis 0 | 08′     |
| 16.                 | Bourdon         | 08′     |
| 17.                 | Octave          | 04′     |
| 18.                 | Traversflöte    | 04′     |
| 19.                 | Nasat           | 02 ⁄3′  |
| 20.                 | Flöte           | 02′     |
| 21.                 | Terz            | 01 3⁄5′ |
| 22.                 | Mixtur III-V    | 02′     |
| 23.                 | Trompette       | 08′     |
| 24.                 | Oboe            | 08′     |

| Pedal C–f1 |                         |     |
| 25.        | Principal               | 16’ |
| 26.        | Subbaß                  | 16′ |
| 27.        | Octave (Ext. Nr. 25)    | 08′ |
| 28.        | Bourdon (Ext. Nr. 26) 0 | 08′ |
| 29.        | Octave (Ext. Nr. 25)    | 04′ |
| 30.        | Posaune                 | 16′ |
| 31.        | Trompete (Ext. Nr. 30)  | 08′ |

- Koppeln: II/I (auch als Suboktavkoppel), II/II (Suboktavkoppel), I/P, II/P (auch als Superoktavkoppel)
- Spielhilfen: Elektronischer Setzer mit 20 × 1000 Kombinationen und USB-Port, Crescendo (als Rollwalze) mit drei frei programmierbaren Walzen, Schaltung für das Umblättern digitaler Noten auf Tablets, Balanciertritt und Handzug für Schweller.
- Anmerkungen

1. ↑  C-H zusammen mit Nr. 5.

## Glocken
Nach den Materialablieferungen im Zweiten Weltkrieg wurden 1950 für die Kirche zwei neue Glocken gegossen. Sie wurden nach den Reformatoren Johannes Calvin und Ulrich Zwingli benannt und erklangen auf a1 und d2. Eine historische Stundenglocke von Hans Glockengießer hing unbenutzt in dem kleinen Türmchen am Westgiebel. Nach dem Brand blieb die historische Glocke erhalten, zerbrach aber bei der Bergung in drei Teile. Sie konnte von der Glockenschweißerei Lachenmeyer repariert werden und ertönte am 4. Oktober 2015 im Chorraum nach 60 Jahren das erste Mal wieder. Die beiden zerstörten Glocken wurden durch einen Neuguss im Jahr 2017 von der Firma Rincker ersetzt. Die Läutedisposition wurde verändert, um die historische Glocke in das Gesamtgeläut zu integrieren. Alle drei Glocken befinden sich jetzt in der Glockenstube auf dem Dachboden.
| Nr. | Name    | Schlagton | Gussjahr | Glockengießer      |
| 1   | Calvin  | a1        | 2017     | Rincker            |
| 2   | Zwingli | c2        | 2017     | Rincker            |
| 3   | –       | d3        | 15. Jh   | Hans Glockengießer |

## Glasfenster
Die einstige Pilgerspitalkirche St. Martha bewahrt im Chor und in den beiden Fenstern an den östlichen Stirnseiten der Seitenschiffe noch einen umfangreichen Teil ihrer ursprünglichen mittelalterlichen Farbverglasung aus der Zeit um 1385 bis 1430. Mit einem Gesamtbestand von rund 150 Einzelfeldern ist sie nach den großen Pfarrkirchen St. Lorenz und St. Sebald das bedeutendste Denkmal der Glasmalerei in Nürnberg.
In den Chorfenstern von St. Martha wurde mit Aufträgen unterschiedlicher Patrizierfamilien ein kohärentes Bildprogramm ins Werk gesetzt, das die Heilsgeschichte von der Erschaffung der Welt bis zum Jüngsten Gericht zeigt. Die ausführliche Darstellung apokalyptischer Themen wie die „15 Zeichen vor dem Jüngsten Gericht“ (Rieter-Fenster) sind Ausdruck eines allgemeinen Krisenbewusstseins nach der Großen Pest Mitte des 14. Jahrhunderts.
Ausgeführt wurden die Glasmalereien von leistungskräftigen Nürnberger Werkstätten, die im späten 14. und frühen 15. Jahrhundert ihre Erzeugnisse weit über die Grenzen der Stadt hinaus exportierten. An den künstlerisch bedeutendsten Fenstern des Langhauses finden sich Glasmaler wieder, die um 1400 auch für den Erfurter Dom, das Ulmer Münster und die pfalzgräfliche Residenz in Amberg tätig waren.

### Chor
Zugehörige Fenster
- Fenster der Waldstromer
- Fenster der Groß
- Fenster der Stromer
- Fenster der Rieter
- Fenster der Behaim
- Depotfenster
- Fenster der Ottnandt

### Langhaus
Zugehörige Fenster
- Fenster der Schürstab
- Marthafenster